# Cattedrale di Savonlinna
La cattedrale di Savonlinna (in finlandese: Savonlinnan tuomiokirkko) è una chiesa di Savonlinna in Finlandia, che ha mantenuto il rango di cattedrale della Chiesa evangelica luterana finlandese in quanto è stata la sede della diocesi di Savonlinna, spostata a Mikkeli nel 1945.

## Storia
Nel 1850 il governatore Alexander Adam Thesleff ordinò la costruzione di una chiesa a Savonlinna. La chiesa è stata progettata da Axel Hampus Dalstrom e costruita tra il 1874 e il 1878 in stile gotico da muratori proveniva da San Pietroburgo e falegnami di Vyborg. La chiesa è commissionata il 2 febbraio 1879. La chiesa era in legno. L'alta pala d'altare gotica, opera di Aleksandra Saltin, rappresenta la "Trasfigurazione di Cristo". Nel 1896 è fondata la nuova diocesi di Savonlinna, la chiesa fu elevata a cattedrale e il suo primo vescovo fu Gustaf Johansson. Nel 1925 la sede del vescovo è stata trasferita a Vyborg, la chiesa però ha conservato il titolo di cattedrale.
Alla fine della Guerra d'Inverno, il 1º marzo 1940, la chiesa fu quasi completamente distrutta durante i bombardamenti della città. Fu ricostruita nel 1947-1948 secondo i piani di Karl Bertel Liljequist con uno stile neogotico. La cattedrale è stata riconsacrata il 4 dicembre 1949, può ospitare 1000 persone ed è lunga 51 metri. L'altare trittico è stato dipinto da Paavo Leinonen e l'affresco del soffitto da Antti Salmenlinna.
La cattedrale è stata restaurata nel 1990-1991 dalla designer Ansu Åström.

## Galleria d'immagini

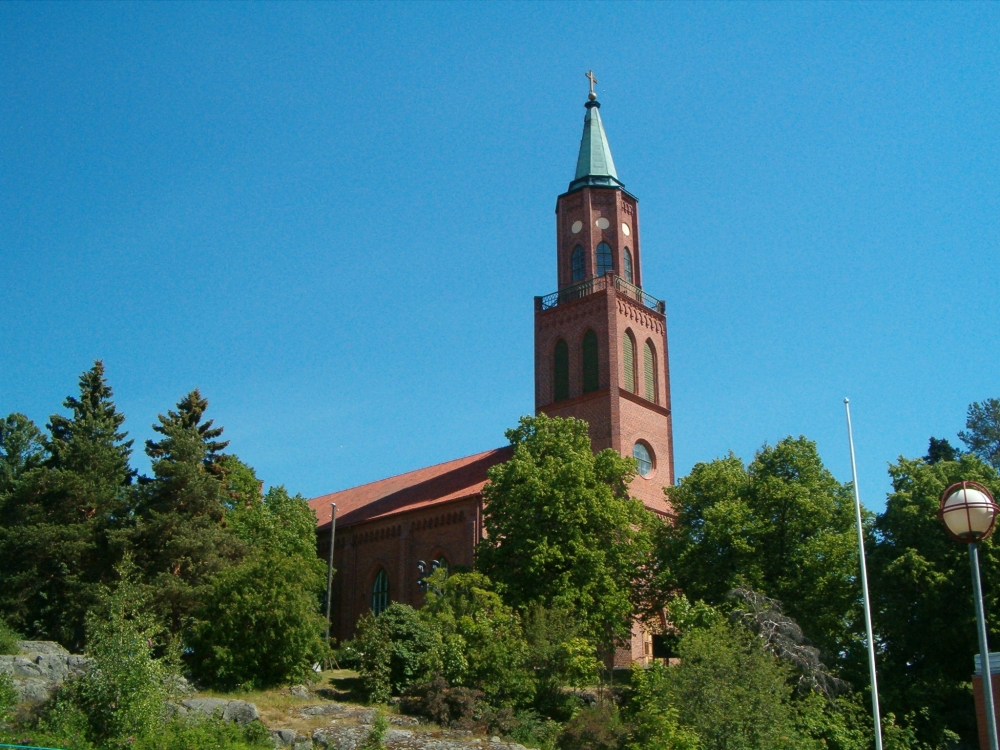
La collina della Cattedrale
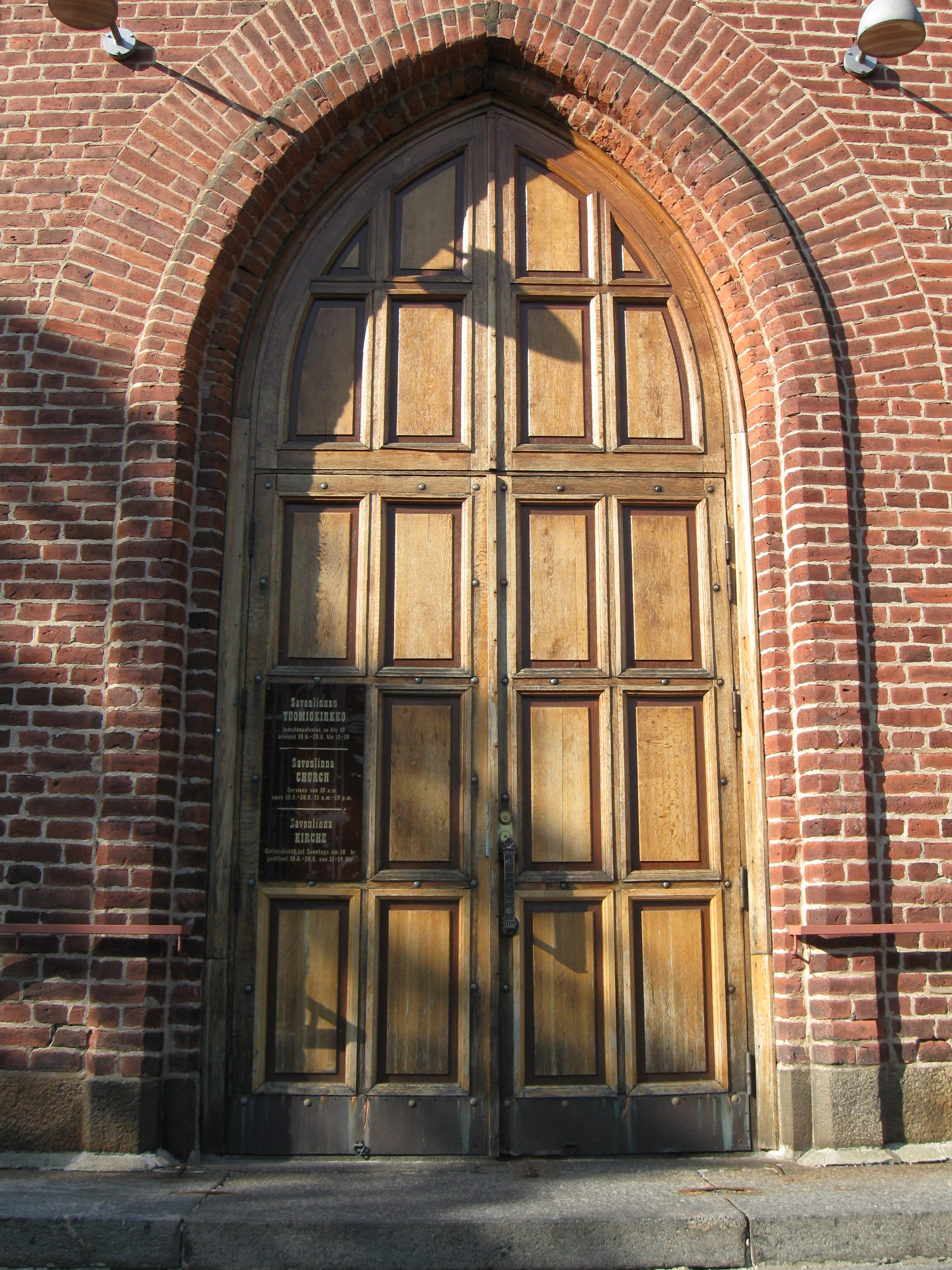
Il portale d'ingresso
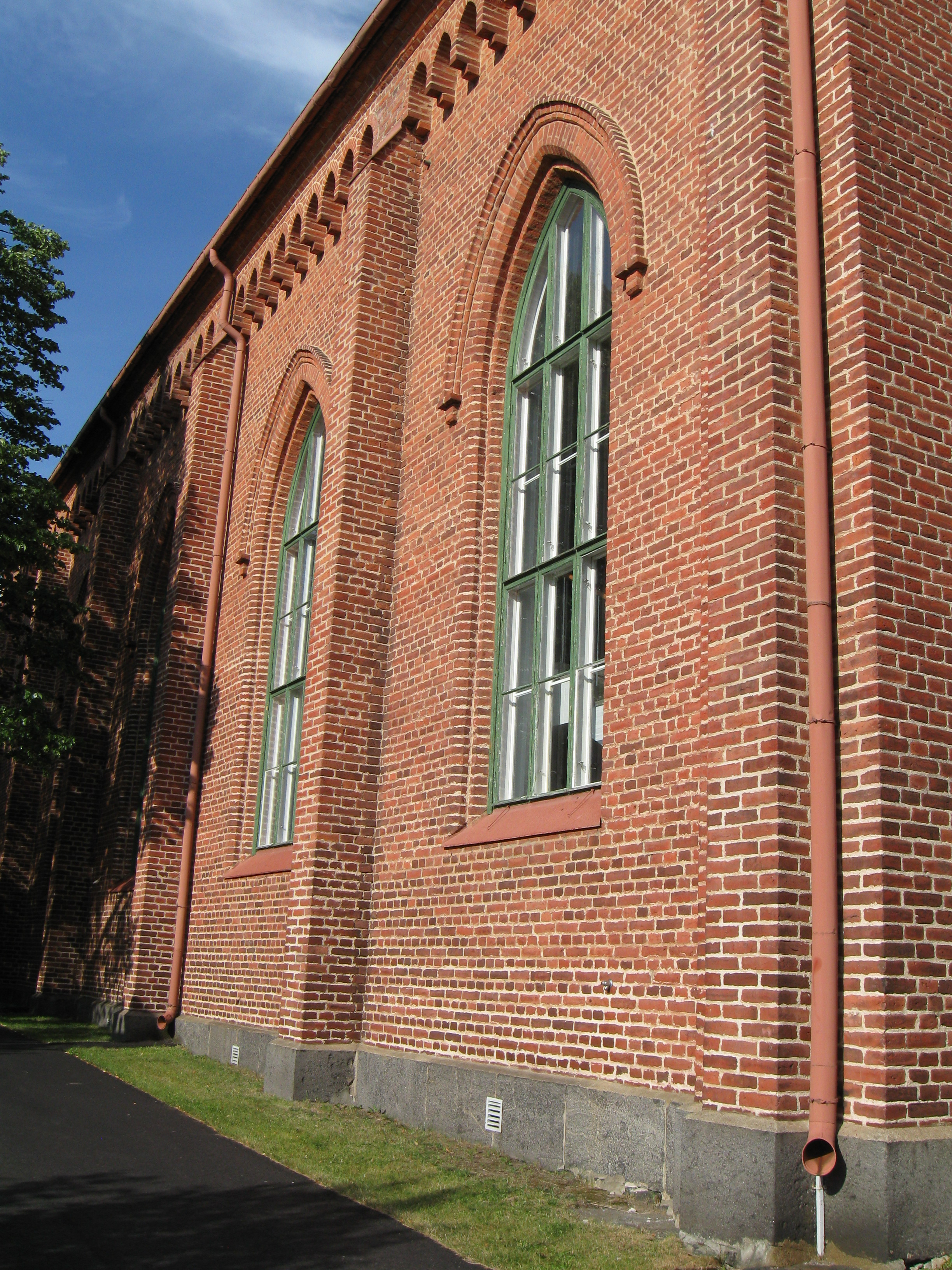
Pareti esterne
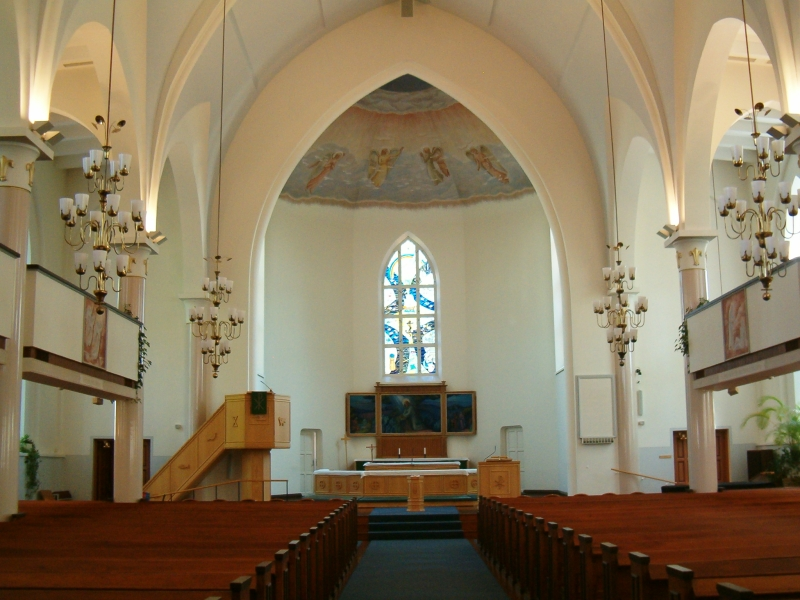
Vista dell'altare
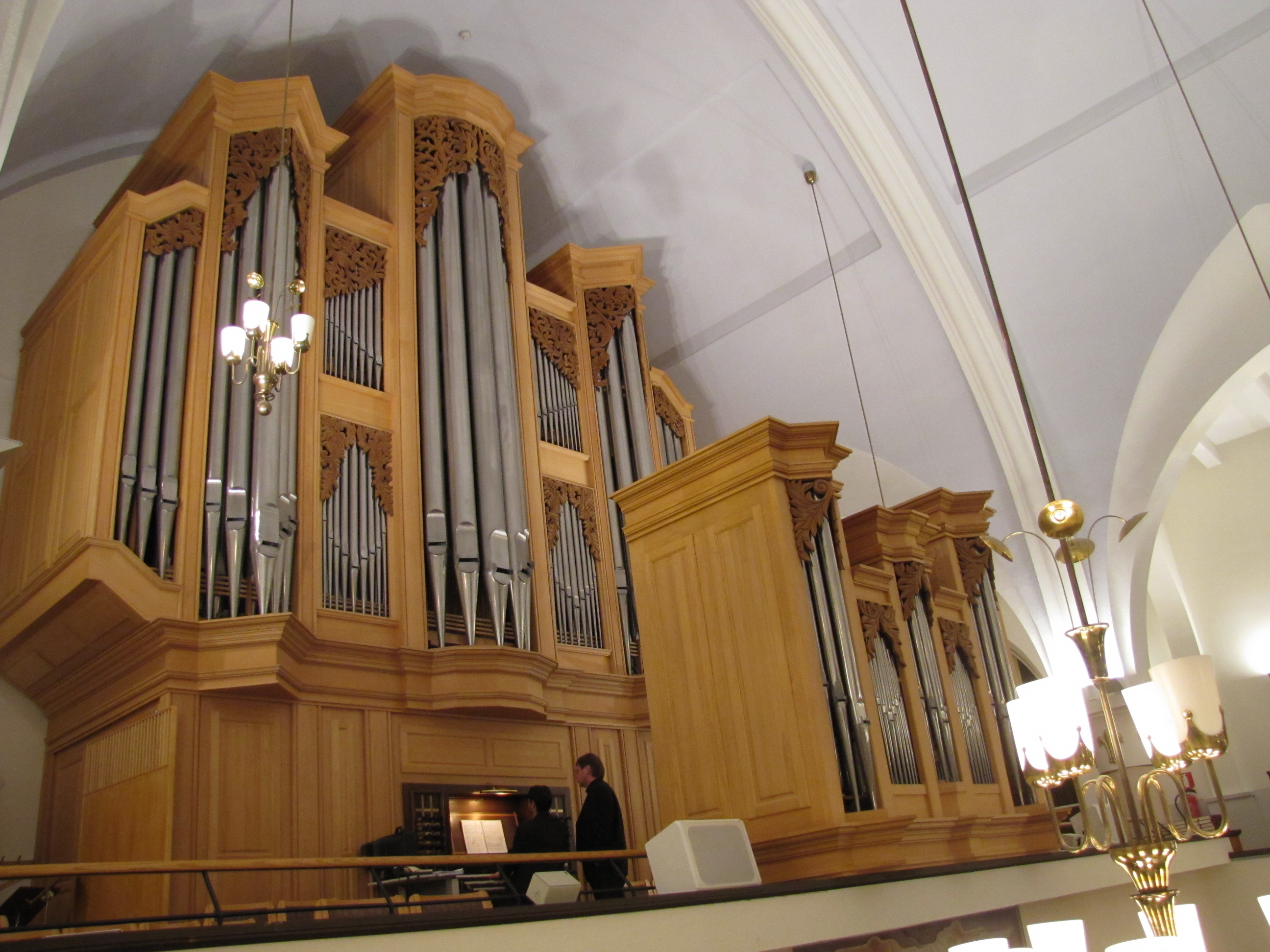
L'organo